# Sukanagara (Carita)
Sukanagara is een bestuurslaag in het regentschap Pandeglang van de provincie Banten, Indonesië. Sukanagara telt 4181 inwoners (volkstelling 2010).